# Schwarzwasserhütte
Die Schwarzwasserhütte ist eine Schutzhütte der Sektion Schwaben des Deutschen Alpenvereins, sie liegt auf 1620 m ü. A. Höhe in den Allgäuer Alpen, umgeben von Steinmandl, Grünhorn und Hohem Ifen nahe der Quelle des Schwarzwasserbaches.

## Geschichte
Der erste Teil der Schwarzwasserhütte wurde in den Jahren 1914 bis 1920 erbaut. 1939 wurde ein Anbau als Schlafhaus eingeweiht, 1957 wurde ein Verbindungstrakt zwischen den bestehenden Bauteilen errichtet.
1989 bis 1991 erfolgte eine Generalsanierung. 2004 wurde die Schwarzwasserhütte an das öffentliche Stromnetz angeschlossen und eine Abwasserleitung ins Tal verlegt.
Ab Herbst 2025 bis voraussichtlich Frühjahr 2027 wird die Hütte umfassend saniert bzw. teilweise neu gebaut. In dieser Zeit wird die Hütte geschlossen sein.
Sie ist Ausgangspunkt für zahlreiche Rundtouren und Überschreitungen sowie Skitouren im Winter.

## Zugänge
Die Hütte ist von Hirschegg „Fuchshof“ (1124 m) über die Auenhütte (1273 m) in ca. 2½ Stunden gut zu erreichen. Im Winter ist dieser Zugang als Skitour möglich.
Andere Zugänge sind u. a.
- von Mittelberg mit der Seilbahn zum Walmendinger Horn (1990 m) und über die Ochsenhofer Scharte (1850 m) in einer Gehzeit von 2½ Stunden,
- von Baad (1244 m) über Starzelalm und Ochsenhofer Scharte in einer Gehzeit von drei Stunden,
- von Bezau auf der Mautstraße bis Schönenbach (1025 m), weiter über den Gerachsattel (1752 m) in einer Gehzeit von drei Stunden.

## Touren

### Gipfelbesteigungen
Eine kleine Auswahl (alle genannten Gipfel sind im Winter Ziel von Tourengängern):
- Hoher Ifen (2230 m), Trittsicherheit erforderlich Gehzeit: 2½ Stunden
- Diedamskopf (2090 m) Gehzeit: 3 Stunden
- Steinmandl (1981 m) Gehzeit: 1½ Stunden

### Überquerungen
- Eine besonders lohnende Rundtour führt über Auenhütte, Ifenhütte, Hoher Ifen und Schwarzwasserhütte zur Auenhütte. Im Gipfelauf- und -abstieg des Ifen ist jedoch Trittsicherheit und Übung erforderlich.
- Übergang zum Neuhornbachhaus (1650 m) über das Neuhornbachjoch in einer Gehzeit von zwei Stunden.

### Karten
- Freytag & Berndt 363
- ÖK (Österreichische Karte) 113 Mittelberg (1:50.000)
- Bayrische Topographische Karte 8626 – Hoher Ifen (1:25.000)
- Alpenvereinskarte BY 2 Kleinwalsertal – Hoher Ifen, Widderstein (1:25.000)